# Roimelo
Roimelo es un lugar situado en la parroquia de Santiago de Allariz, del concello de Allariz, en la provincia de Orense, Galicia, España.